# Windisch-Graetz Lajos
herceg Windisch-Graetz Lajos (más átírásban Windischgraetz, Windischgrätz vagy Windisch-Grätz) (Krakkó, 1882. október 10. – Bécs, 1968. február 3.) nagybirtokos, miniszter.

## Élete
Nagyapja az 1848-1849-es forradalom és szabadságharc alatt a magyarok ellen küzdő osztrák hadvezér, Alfred Candidus Ferdinand zu Windisch-Grätz. 
Katonai műszaki akadémiát végzett. 
1904–05-ben részt vett az orosz-japán háborúban, Port Arthur eleste után katonai attasé volt a szentpétervári osztrák–magyar követségen, majd 1912-ben, Szófiában a török–bolgár háború idején. 1916–1918 között országgyűlési képviselő volt. IV. Károly király bizalmasa, tanácsadója, az Országos Közélelmezési Hivatal vezetője, 1918. január 25-től október 25-ig közélelmezési miniszter lett a Harmadik Wekerle-kormányban. Hivatali ideje alatt sikkasztásos ügybe („krumplipanamába”) keveredett, ami miatt a „burgonyaherceg” lett a gúnyneve. A közös hadügyminisztérium osztályfőnöke volt, majd az utolsó közös külügyminiszter, ifj. Andrássy Gyula első beosztottja lett 1918. október 25-től november 5-ig.
Az őszirózsás forradalom és a proletárdiktatúra idején Svájcban élt emigrációban, ahol „Agence Centrale” néven royalista-antibolsevista beállítottságú hírügynökséget alapított. 1920-ban tért haza. Az Andrássy-párt programjával a sárospataki kerület legitimista képviselője a nemzetgyűlésben (1920–22), Károlyi Mihály perében a vád tanúja (1921). 
A hírhedt frankhamisítási per fővádlottjaként 4 évi fogházra ítélték (1926), melynek felét elengedték. Ezután sárospataki birtokain élt. 1932-ben német állampolgárságot vett fel. 1933-tól V-99 fedőnéven a Gestapo ügynöke, Károlyi Mihálynét Berlinben sikertelenül próbálta lefogatni. A II. világháború alatt összekötő volt Berlin és Zágráb között. 
A második világháború után Argentínába emigrált, ahonnan visszatérve előbb Franciaországban, majd Németországban, végül Ausztriában élt.

## Művei
- Küzdelmeim. Windischgrätz Lajos naplójegyzetei; szerzői, Bp., 1920

- Vom roten zum schwarzen Prinzen (Berlin, 1920)
- Mémoires du prince (Paris, 1923)
- My Memoirs (Boston, 1921)
- Ein Kaiser kämpft für die Freiheit (Wien–München, 1957)
- Helden und Halunken. Selbsterlebte Weltgeschichte 1899–1964 (Wien–München, 1965)
- Küzdelmeim; jegyz., utószó Gali Máté; Szépmíves, Bp., 2018
- Hősök és csirkefogók. Megélt világtörténelem, 1899–1964; ford., jegyz. Nyizsnyánszki Ferenc; Szépmíves, Bp., 2019
- Egy császár harcol a szabadságért. Így kezdődött Magyarország kálváriája; ford., jegyz. Nyizsnyánszki Ferenc; Erdélyi Szalon Kiadó, Bp., 2021